# 宮崎機場站
宮崎機場站（日语：／ Miyazaki Airport */?）是一位於日本宮崎縣宮崎市，由九州旅客鐵道（JR九州）經營，為日南線支線宮崎機場線的車站。在沖繩都市單軌電車線未入服務前，本站是全日本最南端的機場鐵路站。

## 車站結構

### 站房
設於橋上，與月台末端相連，只設有1個出入口，乘升降機或樓梯（扶手電梯只供上行）到達地面後，宮崎機場的1號出入口即在旁邊，而且全程均設有上蓋，對旅客而然都是十分便利。
車站大堂呈圓形，左側為候車座椅、洗手間及自動售賣機，右側為服務窗口、站務室及一部自動售票機，前方即為人手閘口，並設有對應IC卡的出、入站感應器。服務窗口由JR九州服務支援負責，同時亦為綠色窗口，為業務委託車站。

### 月台
頭端式島式月台一座，共提供1面2線配置。月台因應線路的原故，最遠部份呈彎形，闊度比一般月台為狹窄，由於顧及乘客及移動行李箱的需要，月台上並沒有任何其他的設施。
月台長度接近180米，但末端因應安全需要而不作使用，大部份月台均設有上蓋，只有最外面約50米為全露天。
2015年8月6日起加入發車音樂，由作曲家向谷實創作，這源於當時宮崎縣知事河野俊嗣出席Niconico超會議2015時，在會場中聽到了向谷實為小倉站、大分站與宮崎站的發車音樂時，突然問「不如也為宮崎機場站寫一首發車音樂吧！」，在場的向谷實於是利用預先放置在會場內的合成器，即興創作了一段音樂，並改名為「簕杜鵑」（ブーケンビリアン）。
2020年10月18日起，觀光列車「36加3號」號列車「青之路」逢星期日會由本站發車，列車會使用1號月台。
| 月台 | 路線        | 上下行 | 方向                                                     |
| ---- | ----------- | ------ | -------------------------------------------------------- |
| 1、2 | ■宮崎機場線 | 上行   | 南宮崎、宮崎、日向新富、高鍋、延岡、大分、小倉、博多方向 |

## 歷史
- 1996年7月18日：正式開業[3]。
- 2015年11月14日：可以使用SUGOCA[4]。
- 2020年10月18日：逢星期日觀光列車「36加3號列車」由本站開出[5]。
- 2022年4月1日：隨宮崎綜合鐵道事業部改組，並且昇格為宮崎支社（日语：九州旅客鉄道宮崎支社），車站管理權由宮崎支社承繼[6]。

## 使用情況
雖然主要是服務使用機場人士，但由於車站的南方及西南方均有不少的民居，本車站亦方便了附近的居民使用。
| 年度   | 1日平均 乗車人員 |
| ------ | ---------------- |
| 1996年 | 784              |
| 1997年 | 753              |
| 1998年 | 751              |
| 1999年 | 774              |
| 2000年 | 773              |
| 2001年 | 814              |
| 2002年 | 828              |
| 2003年 | 774              |
| 2004年 | 762              |
| 2005年 | 763              |
| 2006年 | 786              |
| 2007年 | 789              |
| 2008年 | 786              |
| 2009年 | 724              |
| 2010年 | 712              |
| 2011年 | 732              |
| 2012年 | 782              |
| 2013年 | 818              |
| 2014年 | 788              |
| 2015年 | 840              |
| 2016年 | 864              |
| 2017年 | 909              |
| 2018年 | 955              |
| 2019年 | 928              |
| 2020年 | 321              |
| 2021年 | 458              |

## 車站周邊
- 宮崎國際機場

- 宮崎機場內郵局

- 國立病院機構宮崎東病院

## 相鄰車站
九州旅客鐵道
■宮崎空港線
■ 觀光列車「36加3」
宮崎 － 宮崎機場
■ 特急「日輪」、「日輪喜凱亞」、「日向」
南宮崎 － 宮崎機場
■ 普通
田吉 － 宮崎機場

## 外部連結
- JR九州宮崎機場站公式網頁 （页面存档备份，存于）（日語）